# Thurman C. Crook
Thurman Charles Crook, född 18 juli 1891 i Miami County i Indiana, död 23 oktober 1981 i Rochester i Indiana, var en amerikansk demokratisk politiker. Han representerade delstaten Indianas tredje distrikt i USA:s representanthus 1949–1951.
Crook studerade vid Purdue University, Indiana University och Valparaiso University. Han var ledamot av delstatens representanthus 1939–1943 och ledamot av delstatens senat 1943–1947. Crook efterträdde 1949 republikanen Robert A. Grant som kongressledamot. Han ställde upp till omval efter en mandatperiod i representanthuset men besegrades av Shepard J. Crumpacker.